# Побутова електрична мережа

Побутові рівні напруги та частоти у світі

Побутова електрична мережа — електрична мережа від якої здійснюється живлення більшості електричних приладів побутового призначення.

## Таблиця стандартних напруг, частот та розеток
Використана інформація Міністерства торгівлі США.
| \| Регіон \| Типи розеток \| Напруга, В \| Частота, Гц \| Примітки \| \| ----------------------------------- \| ----------------------- \| -------------- \| ------------ \| ------------------------------------------------------------------------------------------------------------------------------------------------------------------------------------------------------------------------------------------------------------------------------------------------------------------------------------------------------------------------------------------------------------------------------------------------------------------------------------------------------------------------------------------------------------------------------------------------------------------------------------------------------------------------------------------------------------------------------------------------------------------------------------------------------------------------------------------------------------------------------------------------------------------------------------------------------------------------------------------------------------------------------------------------------------------------------------------------------------------------------------------------------------------------------------------------------------------------------------------------------------------------------------------------------------------------------------------------------------------------------------------------------------------------------------------------------------------------------------------------------------------------------------------------------------------------------------------------------------------------------------------------------------------------------------------------------------------ \| \| Австралія \| I \| 230 В \| 50 Гц \| У 2000 році побутова напруга відповідно до стандарту AS 60038 була визначена, як 230 В з межами +10% −6%. Це було зроблено для гармонізації напруг, однак 240 В (та 250 В, що зустрічається рідше[2]) знаходиться в допустимих межах та зустрічається досить часто[3]. Побутова напруга в народі досі називається два-сорок вольтова (англ. two-forty volts). Ванні кімнати у готелях часто обладнані розетками типу I, C та A, що марковані «тільки для бритв». Живлення трьома фазами (415 В) також зустрічається[4]. \| \| Австрія \| C, F \| 230 В \| 50 Гц \| \| \| Азербайджан \| C, F \| 230 В \| 50 Гц \| \| \| Азорські острови \| C, F \| 220 В \| 50 Гц \| \| \| Албанія \| C, F, L \| 230 В \| 50 Гц \| Розетки типу F та L є стандартними. Розетки типу L можуть використовуватись як для великих штепселів (16А), так і для малих (10А). Обидві розетки сумісні з штепселями типу C (Євророзетка). Напруга була гармонізована зі стандартним для ЄС 400/230 В однак звичайні діючі значення 380/220 В. \| \| Алжир \| C, F \| 230 В \| 50 Гц \| \| \| Американське Самоа \| A, B, F, I \| 120 В \| 60 Гц \| \| \| Андорра \| C, F \| 230 В \| 50 Гц \| \| \| Ангілья \| A, B \| 110 В \| 60 Гц \| \| \| Ангола \| C \| 220 В \| 50 Гц \| \| \| Антигуа \| A, B \| 230 В \| 60 Гц \| У аеропорту використовується 110 В. \| \| Макао \| D, F, G, M \| 220 В \| 50 Гц \| Офіційного стандарту немає. Однак у Вантажному терміналі зовнішньої гавані англ. Outer Harbour Ferry Terminal, що був збудований португальським урядом перед передачею Китаю, стандартними були типи E та F. Після передачі у Аомині був прийнятий стандартним тип G для житлових та урядових будівель. Тип F зустрічається рідко. До 1980-х зустрічалась напруга 110 В, але сьогодні від неї відмовились. \| \| Аргентина \| C, I \| 220 В \| 50 Гц \| Фаза та нуль обернені для типу розетки I у порівнянні з більшістю інших країн. \| \| Аруба \| A, B, F \| 127 В \| 60 Гц \| Колонія Лаго 115 В. \| \| Афганістан \| C, D, F \| 240 В \| 50 Гц \| Напруга може варіюватися в межах 160–280 В. \| \| Багамські острови \| A, B \| 120 В \| 60 Гц \| також є 50 Гц у деяких районах \| \| Балеарські острови \| C, F \| 220 В \| 50 Гц \| \| \| Бангладеш \| A, C, D, G, K \| 220 В \| 50 Гц \| \| \| Барбадос \| A, B \| 115 В \| 50 Гц \| \| \| Бахрейн \| C, G \| 230 В \| 50 Гц \| Штепселі типу C поширені з аудіо/відео обладнанням. Включаються в розетку G з використанням або вставляються з виштовхуванням вниз шторки. Останні спосіб застосовується широко, однак є небезпечним. \| \| Беліз \| A, B, G \| 110 В, 220 В \| 60 Гц \| \| \| Бельгія \| C, E \| 230 В \| 50 Гц \| \| \| Бенін \| C, E \| 220 В \| 50 Гц \| \| \| Бермудські острови \| A, B \| 120 В \| 60 Гц \| \| \| Білорусь \| C \| 220 В \| 50 Гц \| \| \| Болгарія \| C, F \| 230 В \| 50 Гц \| \| \| Болівія \| A, C \| 220 В \| 50 Гц \| \| \| Боснія \| C, F \| 230 В \| 50 Гц \| Гармонізовано зі стандартними для ЄС 400/230 В \| \| Ботсвана \| D, G, M \| 230 В \| 50 Гц \| \| \| Бразилія \| A, B, C, I, IEC 60906-1 \| 127 В, 220 В \| 60 Гц \| Розетки типу I є стандартними для мережі 220 В та розеток і пристроїв на територіях, де поширена мережа 127 В. Електропроводка, що розрахована на дві напруги є загальною для потужних пристроїв, таких як сушильні апарати для одягу або електричний душ, які використовують напругу 220 В навіть у 127-вольтових районах. В залежності від району напруга може бути 115, 127 або 220 В. Типи A, B та C інколи об'єднані (плоскі з округлими кінцями та заземлюючим роз'ємом) так що всі вони можуть використовуватись. Також слід зазначити, що 1 січня 2010 року Бразилія перейшла до міжнародної розетки типу IEC 60906-1, що подібний до типу J, але не сумісний з ним. З цього часу усі пристрої та нові будинки мають відповідати новому стандарту. \| \| Бруней \| G \| 240 В \| 50 Гц \| \| \| Буркіна-Фасо \| C, E \| 220 В \| 50 Гц \| \| \| Бутан \| D, F, G, M \| 230 В \| 50 Гц \| \| \| Бурунді \| C, E \| 220 В \| 50 Гц \| \| \| Вануату \| I \| 230 В \| 50 Гц \| \| \| Велика Британія \| G, D, M \| 230 В \| 50 Гц \| Межі коливання напруги 230 В +10%/−6% (від 216.2 до 253 В), розширені у 2008 до 230 В ±10% (від 207 В до 253 В). Напруга підтримується на рівні 240 В (220 В раніше у Північній Ірландії). В основному зустрічається тип G. Розетка для бритви (подібна до типу C) іноді зустрічається у ванних кімнатах для живлення малопотужного обладнання. Іноді у них зустрічається 110 В та 240 В в одному корпусі або перемикач для вибору напруги. Розетка типу G зазвичай має вимикач. Розетки та штепселі типу IEC 60309 використовуються у промислових районах та на будівництві, так само як і для зовнішнього встановлення для житлових та інших прибудованих приміщень. Розетки типів D та M використовувались на початку 1960-х але поступово від них відмовились через відсутність внутрішнього запобіжника. На сьогодні їх застосовують для спеціальних цілей — освітлення сцен на телебаченні та у театрі. Країни співдружності використовують аналогічну систему. \| \| Венесуела \| A, B \| 120 В \| 60 Гц \| Тип Nema 10-50 зустрічається у домогосподарствах для 240 В/208 В, що служить тільки для кондиціювання повітря та для деяких потужних установок. \| \| В'єтнам \| A, C, G \| 220 В \| 50 Гц \| Тип A використовується у Південному В'єтнамі, а тип С — у Північному (відповідно до розділення за 17 паралеллю). Тип G можна знайти лише в окремих нових дорогих готелях, що в основному були побудовані девелоперами з Сінгапуру та Гонконгу. Але цей тип ніколи не зустрічається в будинках, магазинах або офісах. \| \| Віргінські острови \| A, B \| 110 В \| 60 Гц \| \| \| Вірменія \| C, F \| 230 В \| 50 Гц \| \| \| Габон \| C \| 220 В \| 50 Гц \| \| \| Гамбія \| G \| 230 В \| 50 Гц \| \| \| Гаїті \| A, B \| 110 В \| 60 Гц \| \| \| Гана \| D, G \| 230 В \| 50 Гц \| \| \| Гаяна \| A, B, D, G \| 240 В \| 60 Гц \| Поєднання 50 Гц та 60 Гц розподільчих мереж за даними компанії Guyana Power and Light. Переведення мережі 50 Гц до 60 Гц у процесі виконання \| \| Гваделупа \| C, D, E \| 230 В \| 50 Гц \| \| \| Гватемала \| A, B \| 120 В \| 60 Гц \| \| \| Гвінея \| C, F, K \| 220 В \| 50 Гц \| \| \| Гвінея-Бісау \| C \| 220 В \| 50 Гц \| \| \| Гібралтар \| G, K \| 240 В \| 50 Гц \| Тип K використовувався при розвитку Європорта датськими будівельниками. У інших випадках використовуються британське обладнання. \| \| Гондурас \| A, B \| 110 В \| 60 Гц \| \| \| Гонконг \| G, M, D \| 220 В \| 50 Гц \| В основному ґрунтується на британській системі. Тип G використовується майже у всіх продуктах, в той час як значно рідший М — при необхідності струмів 13~15A. Іноді розетка для бритви (схожа на тип C) може бути знайдена у деяких ванних кімнатах, для забезпечення малопотужних пристроїв. Вони майже завжди мають розетки 110 В та 220 В в одному корпусі, чи з перемикачем напруг, що іноді позначені 110 В/220 В. Такий тип не поширений в Гонконгу та Великій Британії. Була ще мала версія типу D на 2 А, наразі вона вийшла з ужитку. \| \| Греція \| C, F \| 230 В \| 50 Гц \| Тип F («Schuko», грец. Σούκο) стандарт де-факто для нових розеток. Тип C та «Tripoliko» (подібний до типу J та типу H після 1989 року) наявні тільки у старих інженерних мережах. Малопотужні установки використовують тип С, більш потужні — E та F чи F. На Керкіра досі використовується тип C 220 В при 50 Гц, як і раніше по всій Греції. \| \| Гренландія \| C, E, F, K \| 220 В \| 50 Гц \| див. Данія. \| \| Гренада \| G \| 230 В \| 50 Гц \| \| \| Грузія \| C \| 220 В \| 50 Гц \| \| \| Гуам \| A, B \| 110 В \| 60 Гц \| \| \| Данія \| C, E, F, K \| 230 В \| 50 Гц \| Тип E додано з липня 2008 року, тип F — з листопада 2011. Розетки типу C заборонені у будинках, побудованих після квітня 1975 року. Усі нові розетки мають бути захищені від дітей. Стара напруга 220 В. Трифазна система 400 В часто зустрічається. Використовуються розетки та штепселі стандарту IEC 60309-2, чи датського IP20 — відомі як «komfurstik» чи «380V-stik». \| \| Джибуті \| C, E \| 220 В \| 50 Гц \| \| \| Домініка \| D, G \| 230 В \| 50 Гц \| \| \| Домініканська республіка \| A, B \| 110 В \| 60 Гц \| \| \| Еквадор \| A, B \| 120 В \| 60 Гц \| \| \| Екваторіальна Гвінея \| C, E \| 220 В \| 50 Гц \| \| \| Еритрея \| C \| 230 В \| 50 Гц \| \| \| Естонія \| C, F \| 230 В \| 50 Гц \| \| \| Ефіопія \| C, E, F, L \| 220 В \| 50 Гц \| \| \| Єгипет \| C \| 220 В \| 50 Гц \| \| \| Замбія \| C, D, G \| 230 В \| 50 Гц \| \| \| Зімбабве \| D, G \| 220 В \| 50 Гц \| \| \| Ізраїль \| C, H, M \| 230 В \| 50 Гц \| Стандарт на розетки та штепселі типу H був недавно модифікований з метою використання круглих штирів, так що більшість сучасних розеток можуть застосовуватись з розетками типів C та H. Розетки типу M застосовуються для кондиціонерів. Аналогічні розетки та штепселі використовуються у районах, що контролюються Палестинською автономією \| \| Індія \| C, D, M \| 230 В \| 50 Гц \| Електропостачання побутових споживачів здійснюється по двом проводам з напругою 240 В, допустимі коливання 6%, максимальне навантаження 40 А. Велика кількість розеток універсальні та підходять до більшості штепселів без адаптерів. Зазвичай використовується комбінація штепселів типів C, D ат M. \| \| Індонезія \| C, F, G \| 220 В \| 50 Гц \| Розетки та штепселі типу G широко не вживаються. \| \| Іран \| C, F \| 220 В \| 50 Гц \| Розетки типу C менш вживані та зустрічаються тільки у старих інженерних мережах, у нових використовується тип F. Розетки типу С застосовуються для малопотужних пристроїв. \| \| Ірак \| C, D, G \| 230 В \| 50 Гц \| \| \| Ірландія \| G, D, M, F \| 230 В \| 50 Гц \| Розетки та штепселі типу G є стандартними відповідно до стандартів Національної служби стандартів Ірландії (англ. National Standards Authority of Ireland) I.S. 401 (штепсель) I.S. 411 (розетка). Застарілі чи спеціальні інженерні мережі можуть бути типів D та M (як у Великій Британії). Тип F (бокове заземлення) іноді зустрічається в старих інженерних мережах можливо через те, що більшість часу на початку розвитку електричних мереж Ірландії вони були під сильним впливом компанії Siemens. Раніше було 220 В. Розетка для бритви (подібна до типу C) іноді зустрічається у ванних кімнатах для живлення малопотужного обладнання. Іноді у них зустрічається 110 В та 230 В в одному корпусі або перемикач для вибору напруги, що іноді позначається 115 В та 230 В. Розетка типу G часто має вимикач на корпусі. Трансформатори на 110 В з заземленою центральною точкою часто використовуються для промислових пересувних пристроїв. Штепселі типу M дозволяється застосовувати при струмі не більше 5 А. Така вимога дозволяє заживлювати розетки типу М від побутової 10-амперної мережі та керувати ними хатніми вимикачами світла. \| \| Ісландія \| C, F \| 230 В \| 50 Гц \| \| \| Іспанія \| C, F \| 230 В \| 50 Гц \| Раніше 220 В. \| \| Італія \| C, F, L \| 230 В \| 50 Гц \| Найбільш поширені розетки мають отвори у формі цифри 8 для сумісності з 16- та 10-амперними версіями штепселів типу L, але у готелях поширеніший тип на 10 А. Розети типу Schuko не звичайні, але адаптери на потужність до 1500 Вт широко розповсюджені. Розетки типу C не використовують у нових мережах. Італійські настінні розподільчі коробки подібні до американських, але зазвичай монтуються горизонтально. У старих мережах зустрічаються круглі коробки. Раніше 220 В. \| \| Ємен \| A, D, G \| 230 В \| 50 Гц \| \| \| Йорданія \| B, C, D, F, G, J \| 230 В \| 50 Гц \| \| \| Кабо-Верде \| C, F \| 220 В \| 50 Гц \| \| \| Казахстан \| C, E, F \| 220 В \| 50 Гц \| Офіційного стандарту немає. Коливання напруги в межах 220 В ±10%. Справжній рівень напруги варіюється від 150 до 200 В через нестабільну електричну мережу. \| \| Кайманові острови \| A, B \| 120 В \| 60 Гц \| \| \| Камбоджа \| A, C, G \| 230 В \| 50 Гц \| \| \| Камерун \| C, E \| 220 В \| 50 Гц \| \| \| Канада \| A, B \| 120 В \| 60 Гц \| Маленькі будівлі (як житлові будинки) постачаються за системою окремих фаз 240/120 В, причому240 В використовується для великих навантажень, 120 В — для усіх інших. Тип розеток A використовується тільки для ремонтів (будинки до 1950-х без заземлення), тип B — для нового будівництва та реконструкцій. 20-амперна розетка типу B з Т-подібним отвором може використовуватись у новому будівництві на кухнях. Низьковольтна трифазна системи 208/120 В та 600/347 В використовуються у більших будівлях. \| \| Канарські острови \| C, E, F, L \| 220 В \| 50 Гц \| \| \| Катар \| D, G \| 240 В \| 50 Гц \| \| \| Кенія \| G \| 240 В \| 50 Гц \| \| \| Киргизстан \| C \| 220 В \| 50 Гц \| \| \| Китай \| A, C, I \| 220 В \| 50 Гц \| Більшість настінних розеток одночасно підтримуються типи A та I. Деякі типи також підтримують тип C (отвори у розетках плоскі в середин та заокруглені по сторонах), так що можуть використовуватись типи A, C чи I (без заземлення). Другі за поширенням розетки типу I (з заземленням). Розетки типу A підходять виключно до штепселів з штирями однакової товщини, поляризовані розетки типу А потребують використання перехідника. Не залежно від типу розетки напруга у Китаї завжди 220 В. \| \| Кіпр \| G \| 240 В \| 50 Гц \| \| \| Кірибаті \| I \| 240 В \| 50 Гц \| \| \| Колумбія \| A, B \| 120 В \| 60 Гц \| Потужні кондиціонери, ресторанне устаткування, електропечі, духові шафи використовують 240 В. З'єднання проводів, практичне використання та стандарти відповідають Колумбійським електротехнічним правилам та нормам (ісп. Código Eléctrico Colombiano), що подібні до Норм проектування, установки та експлуатації електричного обладнання США. \| \| Коморські острови \| C, E \| 220 В \| 50 Гц \| \| \| Конго, Демократична Республіка \| C, D \| 220 В \| 50 Гц \| \| \| Конго, Республіка \| C, E \| 230 В \| 50 Гц \| \| \| Коста-Рика \| A, B \| 120 В \| 60 Гц \| \| \| Кот-д'Івуар (Берег Слонової Кістки) \| C, E \| 230 В \| 50 Гц \| \| \| Куба \| A, B \| 110 В \| 60 Гц \| \| \| Кувейт \| C, G \| 240 В \| 50 Гц \| \| \| Кюрасао \| A, B, C \| 127 В \| 50 Гц \| \| \| Лаос \| A, B, C, E, F \| 230 В \| 50 Гц \| \| \| Латвія \| C, F \| 230 В \| 50 Гц \| Гармонізовано зі стандартними для ЄС 400/230 В \| \| Лесото \| M \| 220 В \| 50 Гц \| \| \| Литва \| C, F \| 230 В \| 50 Гц \| \| \| Ліберія \| A, B, C, E, F \| 120 В та 240 В \| 50 Гц \| Раніше 60 Гц, тепер офіційно 50 Гц. Багато приватних електростанцій досі 60 Гц. Типи A та B застосовуються для 110 В; типи C та F — для 230/240 В. Більша частина централізоване енергосистеми була знищена під час громадянської війни, що розпочалась у 1990 році. Постачальники електричної енергії для населення досі працюють в обмеженому режимі. Місцеві постачальники можуть змінювати напругу та не давати таку, що передбачається конкретним типом розетки. \| \| Ліван \| A, C, \| 220 В \| 50 Гц \| Майже всі розетки типу C. До 1999 напруга, що використовувалась була на рівні 100 В, а не 200. \| \| Лівія \| D, L \| 127 В \| 50 Гц \| У містах Барка, Бенгазі, Дерна, Себха та Тобрук — 230 В. \| \| Ліхтенштейн \| C, J \| 230 В \| 50 Гц \| Швейцарські норми, тип C у вигляді CEE 7/16. \| \| Люксембург \| C, F \| 230 В \| 50 Гц \| Раніше 220 В. \| \| Маврикій \| C, G \| 230 В \| 50 Гц \| \| \| Мавританія \| C \| 220 В \| 50 Гц \| \| \| Мадагаскар \| C, D, E, J, K \| 127 В, 220 В \| 50 Гц \| \| \| Мадейра \| C, F \| 230 В \| 50 Гц \| Хоча «офіційний» рівень напруги 230 В у деяких частинах острова від майже або рівно 240 В \| \| Північна Македонія \| C, F \| 230 В \| 50 Гц \| Гармонізовано зі стандартними для ЄС 400/230 В \| \| Малаві \| G \| 230 В \| 50 Гц \| \| \| Малайзія \| C, G \| 240 В \| 50 Гц \| Офіційний рівень напруги 230 В з коливаннями +10%,-6%. Однак постачається напруга 240 В, що входить до заданого діапазону. Райони, що отримують живлення від приватних енергокомпаній, наприклад деякі частини Пенангу та Кедаху, отримують чесні 230 В. Віддалені села, що отримують живлення від не приєднаних до спільної електричної мереж дизель-генераторів (маленькі села та/чи ізольовані курорти на островах досить далеко від континенту, що не дає прокласти підводну кабельну лінію) можуть отримувати нестабільну за якістю електроенергію з більшою напругою (до 260 В у деяких районах). Розетки типу C поширенні з аудіо/відео обладнанням. Включення в розетки типу G з адаптерами або простим вштовхуванням з відсуванням шторки широко поширене, хоча останнє і небезпечно. З кінця 1990-х призначені для типу С розетки можуть бути на деяких подовжувачах, що продаються в країні для зручності у використанні поширених пристроїв з штекерами типу С. Тип С також зустрічається у спеціальних розетках для бритв в більшості готелів. Зазначені раніше розетки також мають конектор типу А, що видає 110 В для зручності туристів. Розетки типу M зазвичай використовуються для кондиціювання (особливо якщо кондиціонер потребує магнітний статор), важкого промислового обладнання, освітлювальних прожекторів та, але менш уживані, для пральних машин та сушок для одягу. Це відбувається через те, що більшість нових пральних машин, що продаються у країні, споряджаються штекером типу G та вони також є компактними агрегатами два-в-одному (один і та ж ємність для прання та сушіння). У сільській місцевості також використовується тип А, але досить рідко та не є стандартним. \| \| Малі \| C, E \| 220 В \| 50 Гц \| \| \| Мальдіви \| A, D, G, J, K, L \| 230 В \| 50 Гц \| \| \| Мальта \| G \| 230 В \| 50 Гц \| \| \| Марокко \| C, E \| 127 В, 220 В \| 50 Гц \| Переведення на напругу 220 В розпочалось у 1980х, на сьогодні більшість мереж має 220 В. \| \| Мартиніка \| C, D, E \| 220 В \| 50 Гц \| \| \| Мексика \| A, B \| 127 В \| 60 Гц \| Тип B стає більше застосовуваним. Напруг може коливатись в межах +/- 10% , що дає межі від 114 В до 140 В). Розщеплення фази широко досупне тому місцеві електрики схильні до з'єднання фаз у розетки типу A/B для отримання 240 В для кондиціонерів або пральних машин чи сушок. \| \| Мікронезія \| A, B \| 120 В \| 60 Гц \| \| \| Мозамбік \| C, F, M \| 220 В \| 50 Гц \| Тип M зустрічається тільки поблизу кордону з Південно-Африканською республікою включно зі столицею Мапуту. \| \| Молдова \| C, F \| 220 В \| 50 Гц \| Сумісне зі стандартами ЄС та ГОСТами СРСР. \| \| Монако \| C, D, E, F \| 230 В \| 50 Гц \| Постачається з Франції \| \| Монголія \| C, E \| 220 В \| 50 Гц \| \| \| Монтсеррат \| A, B \| 230 В \| 60 Гц \| \| \| М'янма \| C, D, F, G \| 230 В \| 50 Гц \| Тип G зустрічається, в основному, у найкращих готелях. Також більшість готельних мереж стверджують, що мають розетки, які підходять для штепселів типу I та, можливо, інших типів. У 2012 влада планувала додати тип А, оскільки велика кількість машин імпортується з Таїланду. \| \| Намібія \| D, M \| 220 В \| 50 Гц \| \| \| Науру \| I \| 240 В \| 50 Гц \| \| \| Непал \| C, D, M \| 230 В \| 50 Гц \| \| \| Нігер \| A, B, C, D, E, F \| 220 В \| 50 Гц \| \| \| Нігерія \| D, G \| 240 В \| 50 Гц \| \| \| Нідерланди \| C, F \| 230 В \| 50 Гц \| Раніше 220 В. \| \| Нідерландські Карибські острови \| A, B, C \| 127 В, 220 В \| 50 Гц, 60 Гц \| Бонайре 127 В, 50 Гц. Розетка є комбінацією типів A та C. Саба та Сінт-Естатіус 110 В, 60 Гц, A, можливо B \| \| Нікарагуа \| A, B \| 120 В \| 60 Гц \| \| \| Німеччина \| C, F \| 230 В \| 50 Гц \| Тип F («Schuko», скорочене від нім. Schutzkontakt) прийнятий як стандартний. Штепселі типу C звичайні для малопотужних пристроїв. Розетки типу С зустрічаються рідко та є тільки у дуже старих інженерних мережах. З початку 1990-х всі штекери у продажі мають тип E+F (сумісний з німецьким типом F та французьким E) \| \| Нова Зеландія \| I \| 230 В \| 50 Гц \| Правила (безпеки) електричної енергії (англ. Electricity (Safety) Regulations) 2010 року затверджують напругу 230 В ±6% \| \| Нова Каледонія \| E \| 220 В \| 50 Гц \| \| \| Норвегія \| C, F \| 230 В \| 50 Гц \| Найбільш поширена система заземлення IT, для нових мереж використовується система TN. Система TT зустрічається у деяких мережах в Берґені). Розетки без заземлення заборонені у нових інженерних мережах. \| \| Нормандські острови \| C, G \| 230 В \| 50 Гц \| \| \| Об'єднані Арабські Емірати \| C, D, G \| 220 В \| 50 Гц \| 99% тип G (як у Великій Британії). Інше для кухонного обладнання. \| \| Окінава \| A, B \| 100 В \| 60 Гц \| У військових районах — 120 В. \| \| Оман \| C, G \| 240 В \| 50 Гц \| Зазвичай напруга коливається. \| \| Острів Мен \| G \| 240 В \| 50 Гц \| \| \| Острови Кука \| I \| 240 В \| 50 Гц \| \| \| Пакистан \| C, D, G, M \| 230 В \| 50 Гц \| Офіційний стандарт 230 В / 50 Гц. Коливання напруги 230 В ±5% (від 218 В до 242 В). Коливання частоти 50 Гц ±2% (від 49 Гц до 51 Гц) Але в мережах Електропостачальної корпорації Карачі англ. Karachi Electric Supply Corporation стандартними є 240 В / 50 Гц. Розетки та штепселі типів C та D звичайні для малопотужних пристроїв. Тип М звичайний для кондиціонерів та потужних пристроїв. Розети та штепселі типу G зустрічаються рідко. \| \| Панама \| A, B \| 110 В \| 60 Гц \| м. Панама 120 В. \| \| Папуа Нова Гвінея \| I \| 240 В \| 50 Гц \| \| \| Парагвай \| C \| 220 В \| 50 Гц \| \| \| Перу \| A, B, C \| 220 В \| 60 Гц \| м. Талара 110/220 В; у деяких районах 50 Гц \| \| Південна Корея \| C, F \| 220 В \| 60 Гц \| Тип F зустрічається зазвичай в офісах, аеропортах, готелях та будинках. Розетки типу C (тип CEE 7/17) вийшли з ужитку та їх виробництво було припинене у 2008 році, але їх можна і досі знайти у великій кількості місць. У випадках, коли розетки типу С замінювались на тип F, заземлюючий контакт найчастіше ні до чого не приєднувався. 220 В отримується з двох фаз 110 В (нуль не використовується). 110 В/60 Гц з розетками A та B раніше використовувались але поступово від них відмовились. Деякі жителі самостійно встановлюють понижуючі трансформатори та виділені лінії для використання пристроїв на 110 В з Японії та Північної Америки. Більшість готелів мають тільки розетки 220 В, але деякі пропонують як 110 В (типи A чи B) та 110 В (типи C чи F). Вимикачі та розетки підходять за розмірами до коробок з США. \| \| Південно-Африканська Республіка \| C, M, IEC 60906-1 \| 230 В \| 50 Гц \| Тип C використовується для деяких пристроїв. Широке розповсюдження адаптерів. \| \| Північна Корея \| C \| 220 В \| 60 Гц \| \| \| Польща \| C, E \| 230 В \| 50 Гц \| Штепселі типу C найпоширеніші, особливо для малопотужних пристроїв. Замінюються типом Е. У нових мережа розетки типу E найбільш популярні. Незаземлені розетки типу С зустрічаються у старих мережах. З початку 1990-х всі штекери у продажі мають тип E+F (сумісний з німецьким типом F та французьким E). Раніше 220 В. \| \| Португалія \| C, F \| 230 В \| 50 Гц \| Гармонізовано зі стандартними для ЄС 400/230 В \| \| Пуерто-Рико \| A, B \| 120 В \| 60 Гц \| \| \| Реюньйон \| E \| 220 В \| 50 Гц \| \| \| Росія \| C, F \| 230 В \| 50 Гц \| 230 вольт відповідно з ГОСТ 29322-2014 (IEC 60038:2009) До 2003 року- 220 В, з 2003 року, відповідно до ГОСТ 29322-92, здійснюється перехід на 230 В[5].СРСР та більша частина східної Європи використовувала розетки за ГОСТом зі штирями 4.0 мм, що подібні до західноєвропейського типу С, та зі штирями 4.8 мм, що відповідає типам E та F. \| \| Руанда \| C, J \| 230 В \| 50 Гц \| \| \| Румунія \| C, F \| 230 В \| 50 Гц \| Більшість домогосподарств досі сумісні зі східноєвропейськими стандартами (штирі по 4.0 мм). Раніше 220 В. \| \| Сальвадор \| A, B \| 115 В \| 60 Гц \| \| \| Самоа \| I \| 230 В \| 50 Гц \| \| \| Сан-Томе і Принсіпі \| C, F \| 220 В \| 50 Гц \| \| \| Саудівська Аравія \| A, B, F, G \| 127 В, 220 В \| 60 Гц \| Саудівська Аравія одна з небагатьох країн у світі, що й досі використовує систему з двох напруг у різних частинах країни. З метою уніфікації напруги у королівстві Рада Міністрів Саудівської Аравії у серпні 2010 року прийняла стандартні рівні для мереж низької напруги 230/400 В. Рішення має невідкладну дію на нових споживачів та буде вводитись на існуючих потужностях у два етапи за 25 років (10 років — підготовчий етап та 15 років — етап реалізації). \| \| Свазіленд \| M \| 230 В \| 50 Гц \| \| \| Сейшели \| G \| 240 В \| 50 Гц \| \| \| Сектор Гази \| C, H \| 230 В \| 50 Гц \| дивись Ізраїль у цьому списку \| \| Сен-Мартен \| C, F \| 120 В, 230 В \| 60 Гц \| нідерландський Сінт-Мартен 120 В, 60 Гц; французький Сен-Мартен 220 В, 60 Гц; \| \| Сен-П'єр і Мікелон \| E \| 230 В \| 50 Гц \| \| \| Сент-Вінсент і Гренадини \| A, C, E, G, I, K \| 230 В \| 50 Гц \| \| \| Сент-Кіттс і Невіс \| A, B, D, G \| 110 В та 230 В \| 60 Гц \| Штепселі подібні до тих, що у США (на 2 штирі) 110–120 В \| \| Сент-Люсія \| G \| 240 В \| 50 Гц \| \| \| Сенегал \| C, D, E, K \| 230 В \| 50 Гц \| \| \| Сербія \| C, F \| 230 В \| 50 Гц \| Раніше 220 В. \| \| Сьєрра-Леоне \| D, G \| 230 В \| 50 Гц \| \| \| Сирія \| C, E, L \| 220 В \| 50 Гц \| \| \| Сінгапур \| C, G, M \| 230 В \| 50 Гц \| Штепселі типу C поширені з аудіо/відео обладнанням тож штекери-адаптери широко розповсюджені. Розетки типу M можуть зустрічатись для підключення потужного обладнання. \| \| Словаччина \| C, E \| 230 В \| 50 Гц \| \| \| Словенія \| C, F \| 230 В \| 50 Гц \| \| \| Сомалі \| C \| 220 В \| 50 Гц \| \| \| Сполучені Штати Америки \| A, B (IEC 60906-2) \| 120 В та 240 В \| 60 Гц \| Стандартизована напруга 120 В. Постачальники електричної енергії підтримують для більшості споживачів напругу між 114 та 126 В більшість часу. 240 В/60 Гц використовується для потужних споживачів. З 1962 року Норми проектування, установки та експлуатації електричного обладнання англ. National Electrical Code вимагають використовувати розетки типу В у новому будівництві та реконструкції. Розетка типу В з Т-подібним пазом розраховано на 20 А та використовується на кухнях чи в інших місцях, де використовуються потужні 120-вольтові установки. \| \| Судан \| C, D \| 230 В \| 50 Гц \| \| \| Суринам \| C, F \| 127 В \| 60 Гц \| \| \| Східний Тимор \| C, E, F, I \| 220 В \| 50 Гц \| \| \| Таджикистан \| C, I \| 220 В \| 50 Гц \| \| \| Таїланд \| A, B, C \| 220 В \| 50 Гц \| Хоча Таїланд використовує напругу 220 В, сумісні з типами A та B штекери та розетки спочатку були адаптовані до Таїландських промислових стандартів 166–2519 та 166–2535 у 1976 та 1992 роках. Однак тип С також широко застосовується, там майже всюди є гібридні універсальні розетки. Зазвичай розетка це комбінація розеток типу B та C, проте незаземлений тип гібридів А/C досі широко вживається у сільській місцевості та у старих мережах. Пристрої з штепселем типу F Schuko також часто зустрічаються, хоча відповідних розеток зазвичай немає. У 2004 році стандарт 166–2547 (та пізніше його наступна версія 166–2549) був прийнятий, передбачаючи розетки, сумісні з типом С (IEC 60906-1) але з розташуванням заземлюючого штиря як NEMA 5-15 (тип B). Гібридна розетка приймається за стандартну, з планами поступової відмови від підтримки A та B з плоскими штирями. Штепсельні розетки та вимикачі виконуються за розмірами, як і в США, та підходять до стандартних коробок з США. \| \| Тайвань \| A, B \| 110 В \| 60 Гц \| Всі розетки типів A чи B. У випадку розетки типу B заземлюючі контакти, як правило, ні до чого не приєднані. Більшість пристроїв мають штепселі типу A, але комп'ютери та потужні пристрої мають розетки типу B. Заземлюючі штирі у розетках типу B часто відрізають для того, щоб можна було застосовувати штепсель у розетці типу А. Розетки та вимикачі виконуються за розмірами, як і в США, та підходять до коробок з США. Різні розетки (що не підходять для штепселів типів A та B) забезпечують напругу 220 В для кондиціонерів. \| \| Танзанія \| D, G \| 230 В \| 50 Гц \| \| \| Того \| C \| 220 В \| 50 Гц \| Ломе 127 В. \| \| Тонга \| I \| 240 В \| 50 Гц \| \| \| Тринідад і Тобаго \| A, B \| 115 В \| 60 Гц \| \| \| Туніс \| C, E \| 230 В \| 50 Гц \| \| \| Туреччина \| C, F \| 230 В \| 50 Гц \| \| \| Туркменістан \| B, F \| 220 В \| 50 Гц \| \| \| Уганда \| G \| 240 В \| 50 Гц \| \| \| Угорщина \| C, F \| 230 В \| 50 Гц \| Побутову напругу й досі називають 220 В, хоча гармонізацію закінчили 1 січня 2003 року.[6]. Те саме стосується 3-фазної мережі 400 В, що називають 380 В. \| \| Узбекистан \| C, I \| 220 В \| 50 Гц \| \| \| Україна \| C, F \| 230 В \| 50 Гц \| Згідно ДСТУ EN 50160:2023 номінальна напруга 230/400 В ± 10 %. \| \| Уругвай \| C, F, L I \| 230 В \| 50 Гц \| Тип L найчастіше зустрічається у сучасних будинках, а тип F другий за поширеністю через використання комп'ютерів. Розташування нуля та фази обернені до тих, що використовуються в Аргентині. Тип I використовується тільки у дуже старих інженерних мережах, колишні 220 В. \| \| Фарерські острови \| C, E, F, K \| 220 В \| 50 Гц \| див. Данія. \| \| Фіджі \| I \| 240 В \| 50 Гц \| \| \| Філіппіни \| A, B, C \| 220 В, 230 В \| 60 Гц \| Більшість розеток та штепселів типу A, є деякі типу C. Тип B зазвичай зустрічається в високо потужних пристроях та у комп'ютерах. У деяких будинках є розетки, що підходять для типів A, B та C. Розетки та вимикачі виконані таких самих розмірів, як і в США та підходять до розподільчих шаф, що монтуються в стіні, з США. \| \| Фінляндія \| C, F \| 230 В \| 50 Гц \| Раніше 220 В. \| \| Фолклендські острови \| G \| 240 В \| 50 Гц \| \| \| Франція \| C, E \| 230 В \| 50 Гц \| Розетки типу C заборонені для встановлення у нових інженерних мережах вже понад 10 років. З початку 1990-х всі штекери у продажі мають тип E+F (сумісний з німецьким типом F та французьким E). Раніше 220 В. \| \| Французька Гвіана \| C, D, E \| 220 В \| 50 Гц \| \| \| Французька Полінезія \| A, B, E \| 110 В, 220 В \| 60 Гц, 50 Гц \| Маркізькі острови 50 Гц \| \| Хорватія \| C, F \| 230 В \| 50 Гц \| Стандартним у країні є розетки типу F. Настінні розетки типу С рідкісні та зустрічаються виключно у старих інженерних мережах. \| \| Центральноафриканська Республіка \| C, E \| 220 В \| 50 Гц \| \| \| Чад \| D, E, F \| 220 В \| 50 Гц \| \| \| Чехія \| C, E \| 230 В \| 50 Гц \| Розетки типу Е — стандартні, обладнання з заземленням постачається з штепселем E+F. Штепселі типу C типові для малопотужних пристроїв. Настінні розетки типу С (фактично тип Е без заземлення та з вужчими отворами) рідкісні та зустрічаються виключно у старих інженерних мережах. \| \| Чилі \| C, L \| 220 В \| 50 Гц \| \| \| Чорногорія \| C, F \| 230 В \| 50 Гц \| Гармонізовано зі стандартними для ЄС 400/230 В \| \| Швейцарія \| C, J \| 230 В \| 50 Гц \| Тип С тільки у вигляді CEE 7/16. У деяких дуже старих інженерних мережах можна знайти розетки типу E або розетки, що сумісні з штепселями типів J та E. \| \| Швеція \| C, F \| 230 В \| 50 Гц \| Розетки без заземлення заборонені при улаштуванні нових електричних мереж. 400 В використовується для пральних машин та іншого стаціонарного обладнання. У ванних кімнатах можна знайти розетки на 110–115 В, що слугують для бритв та інших «ванних знарядь». Раніше 220 В. \| \| Шрі-Ланка \| C, D, E, F, G, M \| 230 В \| 50 Гц \| Збільшується використання типу G для нових будинків/установ. \| \| Ямайка \| A, B \| 110 В, 220 В \| 50 Гц \| \| \| Японія \| A, B \| 100 В \| 50 Гц, 60 Гц \| Східна Японія 50 Гц (Токіо, Кавасакі, Саппоро, Йокогама, та Сендай); Західна Японія 60 Гц (Окінава, Осака, Кіото, Кобе, Наґоя, Хіросіма). Старі будинки мають неполяризовані розетки, до яких не підходять американські поляризовані штепселі (з одним ширшим зі інший штирем). У багатьох будинках немає заземлювального контакту. Розетки та вимикачі у стандартних американських коробках. \| |                         |                |              | |
| Регіон | Типи розеток            | Напруга, В     | Частота, Гц  | Примітки |
| Австралія | I                       | 230 В          | 50 Гц        | У 2000 році побутова напруга відповідно до стандарту AS 60038 була визначена, як 230 В з межами +10% −6%. Це було зроблено для гармонізації напруг, однак 240 В (та 250 В, що зустрічається рідше) знаходиться в допустимих межах та зустрічається досить часто. Побутова напруга в народі досі називається два-сорок вольтова (англ. two-forty volts). Ванні кімнати у готелях часто обладнані розетками типу I, C та A, що марковані «тільки для бритв». Живлення трьома фазами (415 В) також зустрічається. |
| Австрія | C, F                    | 230 В          | 50 Гц        | |
| Азербайджан | C, F                    | 230 В          | 50 Гц        | |
| Азорські острови | C, F                    | 220 В          | 50 Гц        | |
| Албанія | C, F, L                 | 230 В          | 50 Гц        | Розетки типу F та L є стандартними. Розетки типу L можуть використовуватись як для великих штепселів (16А), так і для малих (10А). Обидві розетки сумісні з штепселями типу C (Євророзетка). Напруга була гармонізована зі стандартним для ЄС 400/230 В однак звичайні діючі значення 380/220 В. |
| Алжир | C, F                    | 230 В          | 50 Гц        | |
| Американське Самоа | A, B, F, I              | 120 В          | 60 Гц        | |
| Андорра | C, F                    | 230 В          | 50 Гц        | |
| Ангілья | A, B                    | 110 В          | 60 Гц        | |
| Ангола | C                       | 220 В          | 50 Гц        | |
| Антигуа | A, B                    | 230 В          | 60 Гц        | У аеропорту використовується 110 В. |
| Макао | D, F, G, M              | 220 В          | 50 Гц        | Офіційного стандарту немає. Однак у Вантажному терміналі зовнішньої гавані англ. Outer Harbour Ferry Terminal, що був збудований португальським урядом перед передачею Китаю, стандартними були типи E та F. Після передачі у Аомині був прийнятий стандартним тип G для житлових та урядових будівель. Тип F зустрічається рідко. До 1980-х зустрічалась напруга 110 В, але сьогодні від неї відмовились. |
| Аргентина | C, I                    | 220 В          | 50 Гц        | Фаза та нуль обернені для типу розетки I у порівнянні з більшістю інших країн. |
| Аруба | A, B, F                 | 127 В          | 60 Гц        | Колонія Лаго 115 В. |
| Афганістан | C, D, F                 | 240 В          | 50 Гц        | Напруга може варіюватися в межах 160–280 В. |
| Багамські острови | A, B                    | 120 В          | 60 Гц        | також є 50 Гц у деяких районах |
| Балеарські острови | C, F                    | 220 В          | 50 Гц        | |
| Бангладеш | A, C, D, G, K           | 220 В          | 50 Гц        | |
| Барбадос | A, B                    | 115 В          | 50 Гц        | |
| Бахрейн | C, G                    | 230 В          | 50 Гц        | Штепселі типу C поширені з аудіо/відео обладнанням. Включаються в розетку G з використанням або вставляються з виштовхуванням вниз шторки. Останні спосіб застосовується широко, однак є небезпечним. |
| Беліз | A, B, G                 | 110 В, 220 В   | 60 Гц        | |
| Бельгія | C, E                    | 230 В          | 50 Гц        | |
| Бенін | C, E                    | 220 В          | 50 Гц        | |
| Бермудські острови | A, B                    | 120 В          | 60 Гц        | |
| Білорусь | C                       | 220 В          | 50 Гц        | |
| Болгарія | C, F                    | 230 В          | 50 Гц        | |
| Болівія | A, C                    | 220 В          | 50 Гц        | |
| Боснія | C, F                    | 230 В          | 50 Гц        | Гармонізовано зі стандартними для ЄС 400/230 В |
| Ботсвана | D, G, M                 | 230 В          | 50 Гц        | |
| Бразилія | A, B, C, I, IEC 60906-1 | 127 В, 220 В   | 60 Гц        | Розетки типу I є стандартними для мережі 220 В та розеток і пристроїв на територіях, де поширена мережа 127 В. Електропроводка, що розрахована на дві напруги є загальною для потужних пристроїв, таких як сушильні апарати для одягу або електричний душ, які використовують напругу 220 В навіть у 127-вольтових районах. В залежності від району напруга може бути 115, 127 або 220 В. Типи A, B та C інколи об'єднані (плоскі з округлими кінцями та заземлюючим роз'ємом) так що всі вони можуть використовуватись. Також слід зазначити, що 1 січня 2010 року Бразилія перейшла до міжнародної розетки типу IEC 60906-1, що подібний до типу J, але не сумісний з ним. З цього часу усі пристрої та нові будинки мають відповідати новому стандарту. |
| Бруней | G                       | 240 В          | 50 Гц        | |
| Буркіна-Фасо | C, E                    | 220 В          | 50 Гц        | |
| Бутан | D, F, G, M              | 230 В          | 50 Гц        | |
| Бурунді | C, E                    | 220 В          | 50 Гц        | |
| Вануату | I                       | 230 В          | 50 Гц        | |
| Велика Британія | G, D, M                 | 230 В          | 50 Гц        | Межі коливання напруги 230 В +10%/−6% (від 216.2 до 253 В), розширені у 2008 до 230 В ±10% (від 207 В до 253 В). Напруга підтримується на рівні 240 В (220 В раніше у Північній Ірландії). В основному зустрічається тип G. Розетка для бритви (подібна до типу C) іноді зустрічається у ванних кімнатах для живлення малопотужного обладнання. Іноді у них зустрічається 110 В та 240 В в одному корпусі або перемикач для вибору напруги. Розетка типу G зазвичай має вимикач. Розетки та штепселі типу IEC 60309 використовуються у промислових районах та на будівництві, так само як і для зовнішнього встановлення для житлових та інших прибудованих приміщень. Розетки типів D та M використовувались на початку 1960-х але поступово від них відмовились через відсутність внутрішнього запобіжника. На сьогодні їх застосовують для спеціальних цілей — освітлення сцен на телебаченні та у театрі. Країни співдружності використовують аналогічну систему. |
| Венесуела | A, B                    | 120 В          | 60 Гц        | Тип Nema 10-50 зустрічається у домогосподарствах для 240 В/208 В, що служить тільки для кондиціювання повітря та для деяких потужних установок. |
| В'єтнам | A, C, G                 | 220 В          | 50 Гц        | Тип A використовується у Південному В'єтнамі, а тип С — у Північному (відповідно до розділення за 17 паралеллю). Тип G можна знайти лише в окремих нових дорогих готелях, що в основному були побудовані девелоперами з Сінгапуру та Гонконгу. Але цей тип ніколи не зустрічається в будинках, магазинах або офісах. |
| Віргінські острови | A, B                    | 110 В          | 60 Гц        | |
| Вірменія | C, F                    | 230 В          | 50 Гц        | |
| Габон | C                       | 220 В          | 50 Гц        | |
| Гамбія | G                       | 230 В          | 50 Гц        | |
| Гаїті | A, B                    | 110 В          | 60 Гц        | |
| Гана | D, G                    | 230 В          | 50 Гц        | |
| Гаяна | A, B, D, G              | 240 В          | 60 Гц        | Поєднання 50 Гц та 60 Гц розподільчих мереж за даними компанії Guyana Power and Light. Переведення мережі 50 Гц до 60 Гц у процесі виконання |
| Гваделупа | C, D, E                 | 230 В          | 50 Гц        | |
| Гватемала | A, B                    | 120 В          | 60 Гц        | |
| Гвінея | C, F, K                 | 220 В          | 50 Гц        | |
| Гвінея-Бісау | C                       | 220 В          | 50 Гц        | |
| Гібралтар | G, K                    | 240 В          | 50 Гц        | Тип K використовувався при розвитку Європорта датськими будівельниками. У інших випадках використовуються британське обладнання. |
| Гондурас | A, B                    | 110 В          | 60 Гц        | |
| Гонконг | G, M, D                 | 220 В          | 50 Гц        | В основному ґрунтується на британській системі. Тип G використовується майже у всіх продуктах, в той час як значно рідший М — при необхідності струмів 13~15A. Іноді розетка для бритви (схожа на тип C) може бути знайдена у деяких ванних кімнатах, для забезпечення малопотужних пристроїв. Вони майже завжди мають розетки 110 В та 220 В в одному корпусі, чи з перемикачем напруг, що іноді позначені 110 В/220 В. Такий тип не поширений в Гонконгу та Великій Британії. Була ще мала версія типу D на 2 А, наразі вона вийшла з ужитку. |
| Греція | C, F                    | 230 В          | 50 Гц        | Тип F («Schuko», грец. Σούκο) стандарт де-факто для нових розеток. Тип C та «Tripoliko» (подібний до типу J та типу H після 1989 року) наявні тільки у старих інженерних мережах. Малопотужні установки використовують тип С, більш потужні — E та F чи F. На Керкіра досі використовується тип C 220 В при 50 Гц, як і раніше по всій Греції. |
| Гренландія | C, E, F, K              | 220 В          | 50 Гц        | див. Данія. |
| Гренада | G                       | 230 В          | 50 Гц        | |
| Грузія | C                       | 220 В          | 50 Гц        | |
| Гуам | A, B                    | 110 В          | 60 Гц        | |
| Данія | C, E, F, K              | 230 В          | 50 Гц        | Тип E додано з липня 2008 року, тип F — з листопада 2011. Розетки типу C заборонені у будинках, побудованих після квітня 1975 року. Усі нові розетки мають бути захищені від дітей. Стара напруга 220 В. Трифазна система 400 В часто зустрічається. Використовуються розетки та штепселі стандарту IEC 60309-2, чи датського IP20 — відомі як «komfurstik» чи «380V-stik». |
| Джибуті | C, E                    | 220 В          | 50 Гц        | |
| Домініка | D, G                    | 230 В          | 50 Гц        | |
| Домініканська республіка | A, B                    | 110 В          | 60 Гц        | |
| Еквадор | A, B                    | 120 В          | 60 Гц        | |
| Екваторіальна Гвінея | C, E                    | 220 В          | 50 Гц        | |
| Еритрея | C                       | 230 В          | 50 Гц        | |
| Естонія | C, F                    | 230 В          | 50 Гц        | |
| Ефіопія | C, E, F, L              | 220 В          | 50 Гц        | |
| Єгипет | C                       | 220 В          | 50 Гц        | |
| Замбія | C, D, G                 | 230 В          | 50 Гц        | |
| Зімбабве | D, G                    | 220 В          | 50 Гц        | |
| Ізраїль | C, H, M                 | 230 В          | 50 Гц        | Стандарт на розетки та штепселі типу H був недавно модифікований з метою використання круглих штирів, так що більшість сучасних розеток можуть застосовуватись з розетками типів C та H. Розетки типу M застосовуються для кондиціонерів. Аналогічні розетки та штепселі використовуються у районах, що контролюються Палестинською автономією |
| Індія | C, D, M                 | 230 В          | 50 Гц        | Електропостачання побутових споживачів здійснюється по двом проводам з напругою 240 В, допустимі коливання 6%, максимальне навантаження 40 А. Велика кількість розеток універсальні та підходять до більшості штепселів без адаптерів. Зазвичай використовується комбінація штепселів типів C, D ат M. |
| Індонезія | C, F, G                 | 220 В          | 50 Гц        | Розетки та штепселі типу G широко не вживаються. |
| Іран | C, F                    | 220 В          | 50 Гц        | Розетки типу C менш вживані та зустрічаються тільки у старих інженерних мережах, у нових використовується тип F. Розетки типу С застосовуються для малопотужних пристроїв. |
| Ірак | C, D, G                 | 230 В          | 50 Гц        | |
| Ірландія | G, D, M, F              | 230 В          | 50 Гц        | Розетки та штепселі типу G є стандартними відповідно до стандартів Національної служби стандартів Ірландії (англ. National Standards Authority of Ireland) I.S. 401 (штепсель) I.S. 411 (розетка). Застарілі чи спеціальні інженерні мережі можуть бути типів D та M (як у Великій Британії). Тип F (бокове заземлення) іноді зустрічається в старих інженерних мережах можливо через те, що більшість часу на початку розвитку електричних мереж Ірландії вони були під сильним впливом компанії Siemens. Раніше було 220 В. Розетка для бритви (подібна до типу C) іноді зустрічається у ванних кімнатах для живлення малопотужного обладнання. Іноді у них зустрічається 110 В та 230 В в одному корпусі або перемикач для вибору напруги, що іноді позначається 115 В та 230 В. Розетка типу G часто має вимикач на корпусі. Трансформатори на 110 В з заземленою центральною точкою часто використовуються для промислових пересувних пристроїв. Штепселі типу M дозволяється застосовувати при струмі не більше 5 А. Така вимога дозволяє заживлювати розетки типу М від побутової 10-амперної мережі та керувати ними хатніми вимикачами світла. |
| Ісландія | C, F                    | 230 В          | 50 Гц        | |
| Іспанія | C, F                    | 230 В          | 50 Гц        | Раніше 220 В. |
| Італія | C, F, L                 | 230 В          | 50 Гц        | Найбільш поширені розетки мають отвори у формі цифри 8 для сумісності з 16- та 10-амперними версіями штепселів типу L, але у готелях поширеніший тип на 10 А. Розети типу Schuko не звичайні, але адаптери на потужність до 1500 Вт широко розповсюджені. Розетки типу C не використовують у нових мережах. Італійські настінні розподільчі коробки подібні до американських, але зазвичай монтуються горизонтально. У старих мережах зустрічаються круглі коробки. Раніше 220 В. |
| Ємен | A, D, G                 | 230 В          | 50 Гц        | |
| Йорданія | B, C, D, F, G, J        | 230 В          | 50 Гц        | |
| Кабо-Верде | C, F                    | 220 В          | 50 Гц        | |
| Казахстан | C, E, F                 | 220 В          | 50 Гц        | Офіційного стандарту немає. Коливання напруги в межах 220 В ±10%. Справжній рівень напруги варіюється від 150 до 200 В через нестабільну електричну мережу. |
| Кайманові острови | A, B                    | 120 В          | 60 Гц        | |
| Камбоджа | A, C, G                 | 230 В          | 50 Гц        | |
| Камерун | C, E                    | 220 В          | 50 Гц        | |
| Канада | A, B                    | 120 В          | 60 Гц        | Маленькі будівлі (як житлові будинки) постачаються за системою окремих фаз 240/120 В, причому240 В використовується для великих навантажень, 120 В — для усіх інших. Тип розеток A використовується тільки для ремонтів (будинки до 1950-х без заземлення), тип B — для нового будівництва та реконструкцій. 20-амперна розетка типу B з Т-подібним отвором може використовуватись у новому будівництві на кухнях. Низьковольтна трифазна системи 208/120 В та 600/347 В використовуються у більших будівлях. |
| Канарські острови | C, E, F, L              | 220 В          | 50 Гц        | |
| Катар | D, G                    | 240 В          | 50 Гц        | |
| Кенія | G                       | 240 В          | 50 Гц        | |
| Киргизстан | C                       | 220 В          | 50 Гц        | |
| Китай | A, C, I                 | 220 В          | 50 Гц        | Більшість настінних розеток одночасно підтримуються типи A та I. Деякі типи також підтримують тип C (отвори у розетках плоскі в середин та заокруглені по сторонах), так що можуть використовуватись типи A, C чи I (без заземлення). Другі за поширенням розетки типу I (з заземленням). Розетки типу A підходять виключно до штепселів з штирями однакової товщини, поляризовані розетки типу А потребують використання перехідника. Не залежно від типу розетки напруга у Китаї завжди 220 В. |
| Кіпр | G                       | 240 В          | 50 Гц        | |
| Кірибаті | I                       | 240 В          | 50 Гц        | |
| Колумбія | A, B                    | 120 В          | 60 Гц        | Потужні кондиціонери, ресторанне устаткування, електропечі, духові шафи використовують 240 В. З'єднання проводів, практичне використання та стандарти відповідають Колумбійським електротехнічним правилам та нормам (ісп. Código Eléctrico Colombiano), що подібні до Норм проектування, установки та експлуатації електричного обладнання США. |
| Коморські острови | C, E                    | 220 В          | 50 Гц        | |
| Конго, Демократична Республіка | C, D                    | 220 В          | 50 Гц        | |
| Конго, Республіка | C, E                    | 230 В          | 50 Гц        | |
| Коста-Рика | A, B                    | 120 В          | 60 Гц        | |
| Кот-д'Івуар (Берег Слонової Кістки) | C, E                    | 230 В          | 50 Гц        | |
| Куба | A, B                    | 110 В          | 60 Гц        | |
| Кувейт | C, G                    | 240 В          | 50 Гц        | |
| Кюрасао | A, B, C                 | 127 В          | 50 Гц        | |
| Лаос | A, B, C, E, F           | 230 В          | 50 Гц        | |
| Латвія | C, F                    | 230 В          | 50 Гц        | Гармонізовано зі стандартними для ЄС 400/230 В |
| Лесото | M                       | 220 В          | 50 Гц        | |
| Литва | C, F                    | 230 В          | 50 Гц        | |
| Ліберія | A, B, C, E, F           | 120 В та 240 В | 50 Гц        | Раніше 60 Гц, тепер офіційно 50 Гц. Багато приватних електростанцій досі 60 Гц. Типи A та B застосовуються для 110 В; типи C та F — для 230/240 В. Більша частина централізоване енергосистеми була знищена під час громадянської війни, що розпочалась у 1990 році. Постачальники електричної енергії для населення досі працюють в обмеженому режимі. Місцеві постачальники можуть змінювати напругу та не давати таку, що передбачається конкретним типом розетки. |
| Ліван | A, C,                   | 220 В          | 50 Гц        | Майже всі розетки типу C. До 1999 напруга, що використовувалась була на рівні 100 В, а не 200. |
| Лівія | D, L                    | 127 В          | 50 Гц        | У містах Барка, Бенгазі, Дерна, Себха та Тобрук — 230 В. |
| Ліхтенштейн | C, J                    | 230 В          | 50 Гц        | Швейцарські норми, тип C у вигляді CEE 7/16. |
| Люксембург | C, F                    | 230 В          | 50 Гц        | Раніше 220 В. |
| Маврикій | C, G                    | 230 В          | 50 Гц        | |
| Мавританія | C                       | 220 В          | 50 Гц        | |
| Мадагаскар | C, D, E, J, K           | 127 В, 220 В   | 50 Гц        | |
| Мадейра | C, F                    | 230 В          | 50 Гц        | Хоча «офіційний» рівень напруги 230 В у деяких частинах острова від майже або рівно 240 В |
| Північна Македонія | C, F                    | 230 В          | 50 Гц        | Гармонізовано зі стандартними для ЄС 400/230 В |
| Малаві | G                       | 230 В          | 50 Гц        | |
| Малайзія | C, G                    | 240 В          | 50 Гц        | Офіційний рівень напруги 230 В з коливаннями +10%,-6%. Однак постачається напруга 240 В, що входить до заданого діапазону. Райони, що отримують живлення від приватних енергокомпаній, наприклад деякі частини Пенангу та Кедаху, отримують чесні 230 В. Віддалені села, що отримують живлення від не приєднаних до спільної електричної мереж дизель-генераторів (маленькі села та/чи ізольовані курорти на островах досить далеко від континенту, що не дає прокласти підводну кабельну лінію) можуть отримувати нестабільну за якістю електроенергію з більшою напругою (до 260 В у деяких районах). Розетки типу C поширенні з аудіо/відео обладнанням. Включення в розетки типу G з адаптерами або простим вштовхуванням з відсуванням шторки широко поширене, хоча останнє і небезпечно. З кінця 1990-х призначені для типу С розетки можуть бути на деяких подовжувачах, що продаються в країні для зручності у використанні поширених пристроїв з штекерами типу С. Тип С також зустрічається у спеціальних розетках для бритв в більшості готелів. Зазначені раніше розетки також мають конектор типу А, що видає 110 В для зручності туристів. Розетки типу M зазвичай використовуються для кондиціювання (особливо якщо кондиціонер потребує магнітний статор), важкого промислового обладнання, освітлювальних прожекторів та, але менш уживані, для пральних машин та сушок для одягу. Це відбувається через те, що більшість нових пральних машин, що продаються у країні, споряджаються штекером типу G та вони також є компактними агрегатами два-в-одному (один і та ж ємність для прання та сушіння). У сільській місцевості також використовується тип А, але досить рідко та не є стандартним. |
| Малі | C, E                    | 220 В          | 50 Гц        | |
| Мальдіви | A, D, G, J, K, L        | 230 В          | 50 Гц        | |
| Мальта | G                       | 230 В          | 50 Гц        | |
| Марокко | C, E                    | 127 В, 220 В   | 50 Гц        | Переведення на напругу 220 В розпочалось у 1980х, на сьогодні більшість мереж має 220 В. |
| Мартиніка | C, D, E                 | 220 В          | 50 Гц        | |
| Мексика | A, B                    | 127 В          | 60 Гц        | Тип B стає більше застосовуваним. Напруг може коливатись в межах +/- 10% , що дає межі від 114 В до 140 В). Розщеплення фази широко досупне тому місцеві електрики схильні до з'єднання фаз у розетки типу A/B для отримання 240 В для кондиціонерів або пральних машин чи сушок. |
| Мікронезія | A, B                    | 120 В          | 60 Гц        | |
| Мозамбік | C, F, M                 | 220 В          | 50 Гц        | Тип M зустрічається тільки поблизу кордону з Південно-Африканською республікою включно зі столицею Мапуту. |
| Молдова | C, F                    | 220 В          | 50 Гц        | Сумісне зі стандартами ЄС та ГОСТами СРСР. |
| Монако | C, D, E, F              | 230 В          | 50 Гц        | Постачається з Франції |
| Монголія | C, E                    | 220 В          | 50 Гц        | |
| Монтсеррат | A, B                    | 230 В          | 60 Гц        | |
| М'янма | C, D, F, G              | 230 В          | 50 Гц        | Тип G зустрічається, в основному, у найкращих готелях. Також більшість готельних мереж стверджують, що мають розетки, які підходять для штепселів типу I та, можливо, інших типів. У 2012 влада планувала додати тип А, оскільки велика кількість машин імпортується з Таїланду. |
| Намібія | D, M                    | 220 В          | 50 Гц        | |
| Науру | I                       | 240 В          | 50 Гц        | |
| Непал | C, D, M                 | 230 В          | 50 Гц        | |
| Нігер | A, B, C, D, E, F        | 220 В          | 50 Гц        | |
| Нігерія | D, G                    | 240 В          | 50 Гц        | |
| Нідерланди | C, F                    | 230 В          | 50 Гц        | Раніше 220 В. |
| Нідерландські Карибські острови | A, B, C                 | 127 В, 220 В   | 50 Гц, 60 Гц | Бонайре 127 В, 50 Гц. Розетка є комбінацією типів A та C. Саба та Сінт-Естатіус 110 В, 60 Гц, A, можливо B |
| Нікарагуа | A, B                    | 120 В          | 60 Гц        | |
| Німеччина | C, F                    | 230 В          | 50 Гц        | Тип F («Schuko», скорочене від нім. Schutzkontakt) прийнятий як стандартний. Штепселі типу C звичайні для малопотужних пристроїв. Розетки типу С зустрічаються рідко та є тільки у дуже старих інженерних мережах. З початку 1990-х всі штекери у продажі мають тип E+F (сумісний з німецьким типом F та французьким E) |
| Нова Зеландія | I                       | 230 В          | 50 Гц        | Правила (безпеки) електричної енергії (англ. Electricity (Safety) Regulations) 2010 року затверджують напругу 230 В ±6% |
| Нова Каледонія | E                       | 220 В          | 50 Гц        | |
| Норвегія | C, F                    | 230 В          | 50 Гц        | Найбільш поширена система заземлення IT, для нових мереж використовується система TN. Система TT зустрічається у деяких мережах в Берґені). Розетки без заземлення заборонені у нових інженерних мережах. |
| Нормандські острови | C, G                    | 230 В          | 50 Гц        | |
| Об'єднані Арабські Емірати | C, D, G                 | 220 В          | 50 Гц        | 99% тип G (як у Великій Британії). Інше для кухонного обладнання. |
| Окінава | A, B                    | 100 В          | 60 Гц        | У військових районах — 120 В. |
| Оман | C, G                    | 240 В          | 50 Гц        | Зазвичай напруга коливається. |
| Острів Мен | G                       | 240 В          | 50 Гц        | |
| Острови Кука | I                       | 240 В          | 50 Гц        | |
| Пакистан | C, D, G, M              | 230 В          | 50 Гц        | Офіційний стандарт 230 В / 50 Гц. Коливання напруги 230 В ±5% (від 218 В до 242 В). Коливання частоти 50 Гц ±2% (від 49 Гц до 51 Гц) Але в мережах Електропостачальної корпорації Карачі англ. Karachi Electric Supply Corporation стандартними є 240 В / 50 Гц. Розетки та штепселі типів C та D звичайні для малопотужних пристроїв. Тип М звичайний для кондиціонерів та потужних пристроїв. Розети та штепселі типу G зустрічаються рідко. |
| Панама | A, B                    | 110 В          | 60 Гц        | м. Панама 120 В. |
| Папуа Нова Гвінея | I                       | 240 В          | 50 Гц        | |
| Парагвай | C                       | 220 В          | 50 Гц        | |
| Перу | A, B, C                 | 220 В          | 60 Гц        | м. Талара 110/220 В; у деяких районах 50 Гц |
| Південна Корея | C, F                    | 220 В          | 60 Гц        | Тип F зустрічається зазвичай в офісах, аеропортах, готелях та будинках. Розетки типу C (тип CEE 7/17) вийшли з ужитку та їх виробництво було припинене у 2008 році, але їх можна і досі знайти у великій кількості місць. У випадках, коли розетки типу С замінювались на тип F, заземлюючий контакт найчастіше ні до чого не приєднувався. 220 В отримується з двох фаз 110 В (нуль не використовується). 110 В/60 Гц з розетками A та B раніше використовувались але поступово від них відмовились. Деякі жителі самостійно встановлюють понижуючі трансформатори та виділені лінії для використання пристроїв на 110 В з Японії та Північної Америки. Більшість готелів мають тільки розетки 220 В, але деякі пропонують як 110 В (типи A чи B) та 110 В (типи C чи F). Вимикачі та розетки підходять за розмірами до коробок з США. |
| Південно-Африканська Республіка | C, M, IEC 60906-1       | 230 В          | 50 Гц        | Тип C використовується для деяких пристроїв. Широке розповсюдження адаптерів. |
| Північна Корея | C                       | 220 В          | 60 Гц        | |
| Польща | C, E                    | 230 В          | 50 Гц        | Штепселі типу C найпоширеніші, особливо для малопотужних пристроїв. Замінюються типом Е. У нових мережа розетки типу E найбільш популярні. Незаземлені розетки типу С зустрічаються у старих мережах. З початку 1990-х всі штекери у продажі мають тип E+F (сумісний з німецьким типом F та французьким E). Раніше 220 В. |
| Португалія | C, F                    | 230 В          | 50 Гц        | Гармонізовано зі стандартними для ЄС 400/230 В |
| Пуерто-Рико | A, B                    | 120 В          | 60 Гц        | |
| Реюньйон | E                       | 220 В          | 50 Гц        | |
| Росія | C, F                    | 230 В          | 50 Гц        | 230 вольт відповідно з ГОСТ 29322-2014 (IEC 60038:2009) До 2003 року- 220 В, з 2003 року, відповідно до ГОСТ 29322-92, здійснюється перехід на 230 В.СРСР та більша частина східної Європи використовувала розетки за ГОСТом зі штирями 4.0 мм, що подібні до західноєвропейського типу С, та зі штирями 4.8 мм, що відповідає типам E та F. |
| Руанда | C, J                    | 230 В          | 50 Гц        | |
| Румунія | C, F                    | 230 В          | 50 Гц        | Більшість домогосподарств досі сумісні зі східноєвропейськими стандартами (штирі по 4.0 мм). Раніше 220 В. |
| Сальвадор | A, B                    | 115 В          | 60 Гц        | |
| Самоа | I                       | 230 В          | 50 Гц        | |
| Сан-Томе і Принсіпі | C, F                    | 220 В          | 50 Гц        | |
| Саудівська Аравія | A, B, F, G              | 127 В, 220 В   | 60 Гц        | Саудівська Аравія одна з небагатьох країн у світі, що й досі використовує систему з двох напруг у різних частинах країни. З метою уніфікації напруги у королівстві Рада Міністрів Саудівської Аравії у серпні 2010 року прийняла стандартні рівні для мереж низької напруги 230/400 В. Рішення має невідкладну дію на нових споживачів та буде вводитись на існуючих потужностях у два етапи за 25 років (10 років — підготовчий етап та 15 років — етап реалізації). |
| Свазіленд | M                       | 230 В          | 50 Гц        | |
| Сейшели | G                       | 240 В          | 50 Гц        | |
| Сектор Гази | C, H                    | 230 В          | 50 Гц        | дивись Ізраїль у цьому списку |
| Сен-Мартен | C, F                    | 120 В, 230 В   | 60 Гц        | нідерландський Сінт-Мартен 120 В, 60 Гц; французький Сен-Мартен 220 В, 60 Гц; |
| Сен-П'єр і Мікелон | E                       | 230 В          | 50 Гц        | |
| Сент-Вінсент і Гренадини | A, C, E, G, I, K        | 230 В          | 50 Гц        | |
| Сент-Кіттс і Невіс | A, B, D, G              | 110 В та 230 В | 60 Гц        | Штепселі подібні до тих, що у США (на 2 штирі) 110–120 В |
| Сент-Люсія | G                       | 240 В          | 50 Гц        | |
| Сенегал | C, D, E, K              | 230 В          | 50 Гц        | |
| Сербія | C, F                    | 230 В          | 50 Гц        | Раніше 220 В. |
| Сьєрра-Леоне | D, G                    | 230 В          | 50 Гц        | |
| Сирія | C, E, L                 | 220 В          | 50 Гц        | |
| Сінгапур | C, G, M                 | 230 В          | 50 Гц        | Штепселі типу C поширені з аудіо/відео обладнанням тож штекери-адаптери широко розповсюджені. Розетки типу M можуть зустрічатись для підключення потужного обладнання. |
| Словаччина | C, E                    | 230 В          | 50 Гц        | |
| Словенія | C, F                    | 230 В          | 50 Гц        | |
| Сомалі | C                       | 220 В          | 50 Гц        | |
| Сполучені Штати Америки | A, B (IEC 60906-2)      | 120 В та 240 В | 60 Гц        | Стандартизована напруга 120 В. Постачальники електричної енергії підтримують для більшості споживачів напругу між 114 та 126 В більшість часу. 240 В/60 Гц використовується для потужних споживачів. З 1962 року Норми проектування, установки та експлуатації електричного обладнання англ. National Electrical Code вимагають використовувати розетки типу В у новому будівництві та реконструкції. Розетка типу В з Т-подібним пазом розраховано на 20 А та використовується на кухнях чи в інших місцях, де використовуються потужні 120-вольтові установки. |
| Судан | C, D                    | 230 В          | 50 Гц        | |
| Суринам | C, F                    | 127 В          | 60 Гц        | |
| Східний Тимор | C, E, F, I              | 220 В          | 50 Гц        | |
| Таджикистан | C, I                    | 220 В          | 50 Гц        | |
| Таїланд | A, B, C                 | 220 В          | 50 Гц        | Хоча Таїланд використовує напругу 220 В, сумісні з типами A та B штекери та розетки спочатку були адаптовані до Таїландських промислових стандартів 166–2519 та 166–2535 у 1976 та 1992 роках. Однак тип С також широко застосовується, там майже всюди є гібридні універсальні розетки. Зазвичай розетка це комбінація розеток типу B та C, проте незаземлений тип гібридів А/C досі широко вживається у сільській місцевості та у старих мережах. Пристрої з штепселем типу F Schuko також часто зустрічаються, хоча відповідних розеток зазвичай немає. У 2004 році стандарт 166–2547 (та пізніше його наступна версія 166–2549) був прийнятий, передбачаючи розетки, сумісні з типом С (IEC 60906-1) але з розташуванням заземлюючого штиря як NEMA 5-15 (тип B). Гібридна розетка приймається за стандартну, з планами поступової відмови від підтримки A та B з плоскими штирями. Штепсельні розетки та вимикачі виконуються за розмірами, як і в США, та підходять до стандартних коробок з США. |
| Тайвань | A, B                    | 110 В          | 60 Гц        | Всі розетки типів A чи B. У випадку розетки типу B заземлюючі контакти, як правило, ні до чого не приєднані. Більшість пристроїв мають штепселі типу A, але комп'ютери та потужні пристрої мають розетки типу B. Заземлюючі штирі у розетках типу B часто відрізають для того, щоб можна було застосовувати штепсель у розетці типу А. Розетки та вимикачі виконуються за розмірами, як і в США, та підходять до коробок з США. Різні розетки (що не підходять для штепселів типів A та B) забезпечують напругу 220 В для кондиціонерів. |
| Танзанія | D, G                    | 230 В          | 50 Гц        | |
| Того | C                       | 220 В          | 50 Гц        | Ломе 127 В. |
| Тонга | I                       | 240 В          | 50 Гц        | |
| Тринідад і Тобаго | A, B                    | 115 В          | 60 Гц        | |
| Туніс | C, E                    | 230 В          | 50 Гц        | |
| Туреччина | C, F                    | 230 В          | 50 Гц        | |
| Туркменістан | B, F                    | 220 В          | 50 Гц        | |
| Уганда | G                       | 240 В          | 50 Гц        | |
| Угорщина | C, F                    | 230 В          | 50 Гц        | Побутову напругу й досі називають 220 В, хоча гармонізацію закінчили 1 січня 2003 року.. Те саме стосується 3-фазної мережі 400 В, що називають 380 В. |
| Узбекистан | C, I                    | 220 В          | 50 Гц        | |
| Україна | C, F                    | 230 В          | 50 Гц        | Згідно ДСТУ EN 50160:2023 номінальна напруга 230/400 В ± 10 %. |
| Уругвай | C, F, L I               | 230 В          | 50 Гц        | Тип L найчастіше зустрічається у сучасних будинках, а тип F другий за поширеністю через використання комп'ютерів. Розташування нуля та фази обернені до тих, що використовуються в Аргентині. Тип I використовується тільки у дуже старих інженерних мережах, колишні 220 В. |
| Фарерські острови | C, E, F, K              | 220 В          | 50 Гц        | див. Данія. |
| Фіджі | I                       | 240 В          | 50 Гц        | |
| Філіппіни | A, B, C                 | 220 В, 230 В   | 60 Гц        | Більшість розеток та штепселів типу A, є деякі типу C. Тип B зазвичай зустрічається в високо потужних пристроях та у комп'ютерах. У деяких будинках є розетки, що підходять для типів A, B та C. Розетки та вимикачі виконані таких самих розмірів, як і в США та підходять до розподільчих шаф, що монтуються в стіні, з США. |
| Фінляндія | C, F                    | 230 В          | 50 Гц        | Раніше 220 В. |
| Фолклендські острови | G                       | 240 В          | 50 Гц        | |
| Франція | C, E                    | 230 В          | 50 Гц        | Розетки типу C заборонені для встановлення у нових інженерних мережах вже понад 10 років. З початку 1990-х всі штекери у продажі мають тип E+F (сумісний з німецьким типом F та французьким E). Раніше 220 В. |
| Французька Гвіана | C, D, E                 | 220 В          | 50 Гц        | |
| Французька Полінезія | A, B, E                 | 110 В, 220 В   | 60 Гц, 50 Гц | Маркізькі острови 50 Гц |
| Хорватія | C, F                    | 230 В          | 50 Гц        | Стандартним у країні є розетки типу F. Настінні розетки типу С рідкісні та зустрічаються виключно у старих інженерних мережах. |
| Центральноафриканська Республіка | C, E                    | 220 В          | 50 Гц        | |
| Чад | D, E, F                 | 220 В          | 50 Гц        | |
| Чехія | C, E                    | 230 В          | 50 Гц        | Розетки типу Е — стандартні, обладнання з заземленням постачається з штепселем E+F. Штепселі типу C типові для малопотужних пристроїв. Настінні розетки типу С (фактично тип Е без заземлення та з вужчими отворами) рідкісні та зустрічаються виключно у старих інженерних мережах. |
| Чилі | C, L                    | 220 В          | 50 Гц        | |
| Чорногорія | C, F                    | 230 В          | 50 Гц        | Гармонізовано зі стандартними для ЄС 400/230 В |
| Швейцарія | C, J                    | 230 В          | 50 Гц        | Тип С тільки у вигляді CEE 7/16. У деяких дуже старих інженерних мережах можна знайти розетки типу E або розетки, що сумісні з штепселями типів J та E. |
| Швеція | C, F                    | 230 В          | 50 Гц        | Розетки без заземлення заборонені при улаштуванні нових електричних мереж. 400 В використовується для пральних машин та іншого стаціонарного обладнання. У ванних кімнатах можна знайти розетки на 110–115 В, що слугують для бритв та інших «ванних знарядь». Раніше 220 В. |
| Шрі-Ланка | C, D, E, F, G, M        | 230 В          | 50 Гц        | Збільшується використання типу G для нових будинків/установ. |
| Ямайка | A, B                    | 110 В, 220 В   | 50 Гц        | |
| Японія | A, B                    | 100 В          | 50 Гц, 60 Гц | Східна Японія 50 Гц (Токіо, Кавасакі, Саппоро, Йокогама, та Сендай); Західна Японія 60 Гц (Окінава, Осака, Кіото, Кобе, Наґоя, Хіросіма). Старі будинки мають неполяризовані розетки, до яких не підходять американські поляризовані штепселі (з одним ширшим зі інший штирем). У багатьох будинках немає заземлювального контакту. Розетки та вимикачі у стандартних американських коробках. |

## Типи розеток

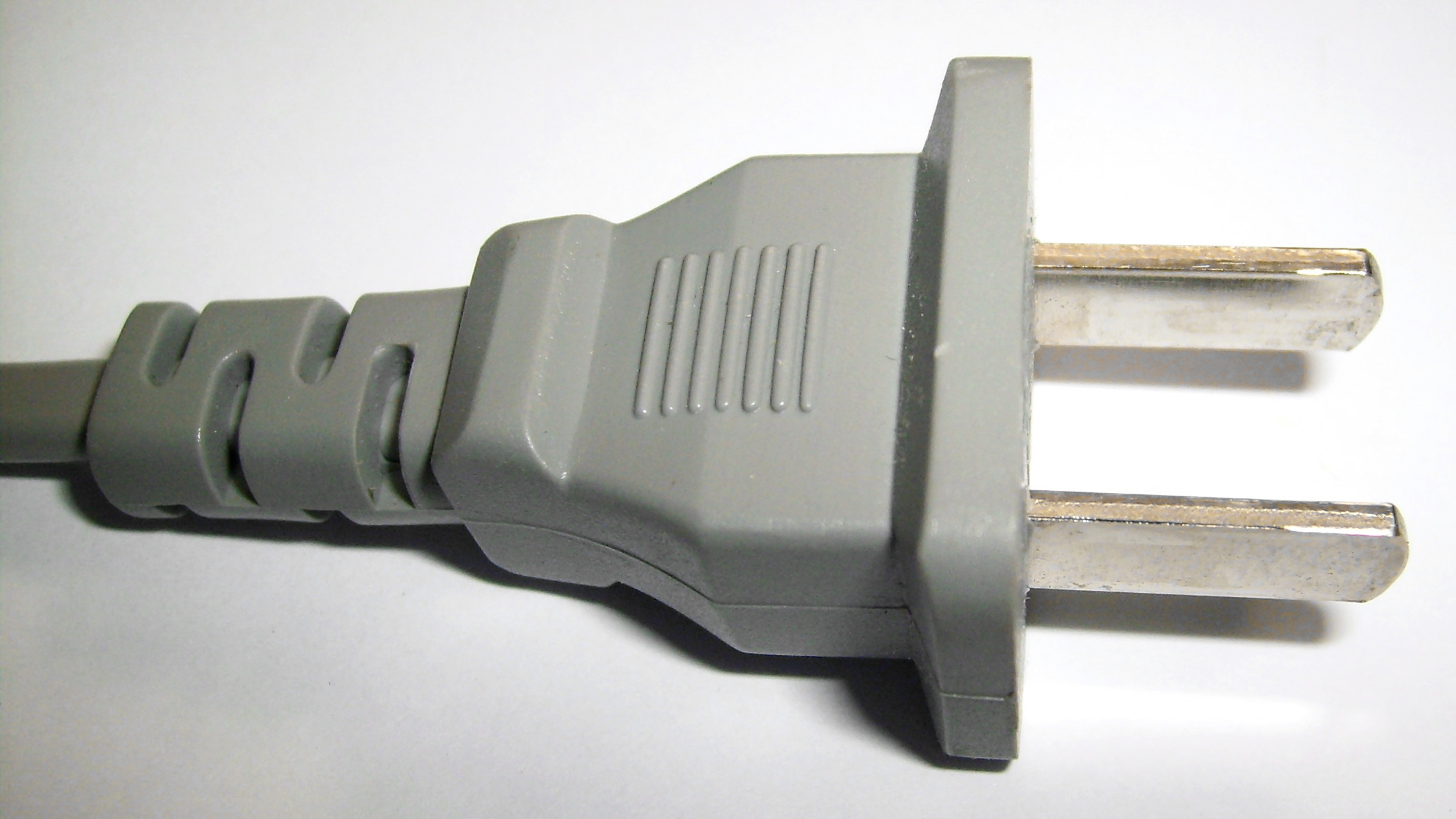
Тип A (NEMA 1–15 U.S. 2 pin), розрахована на 125 В
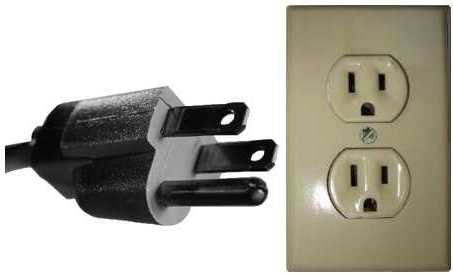
Type B (NEMA 5–15 U.S. 3 pin) розрахована на 125 В, стандартизована МЕК, номер стандарту IEC 60906-2
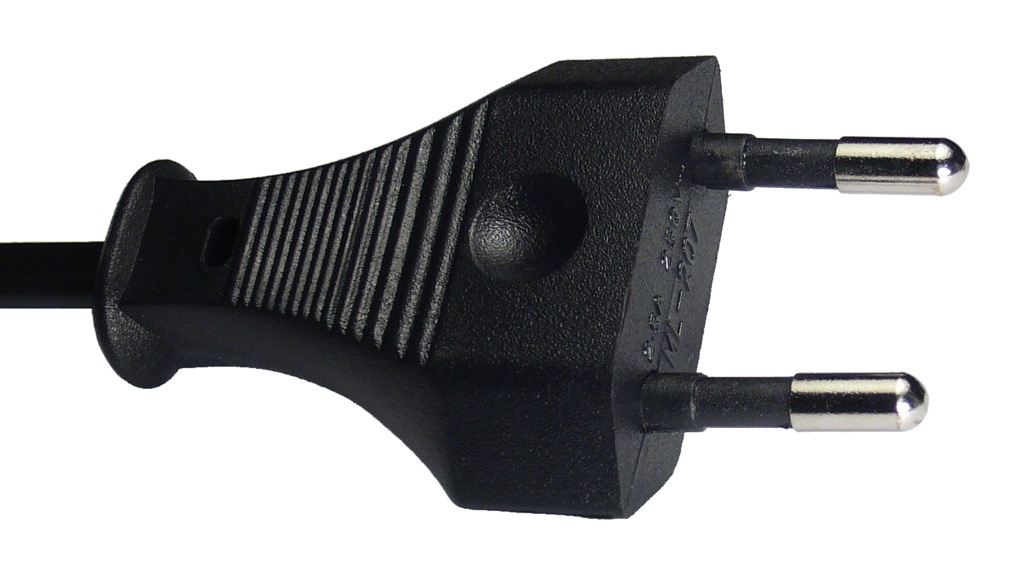
C (CEE 7/16 Євровилка англ. Europlug)
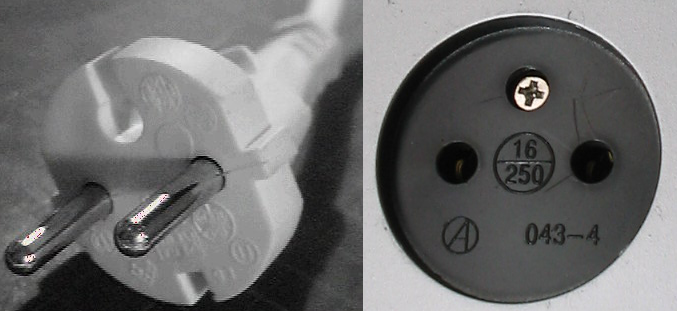
C (CEE 7/17 Євро на 2 штирі)
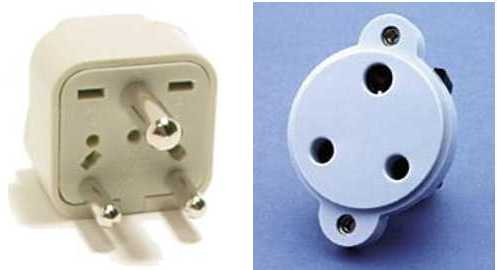
D (BS546 версія на струм 5 А. Також існує менша версія на 2 А
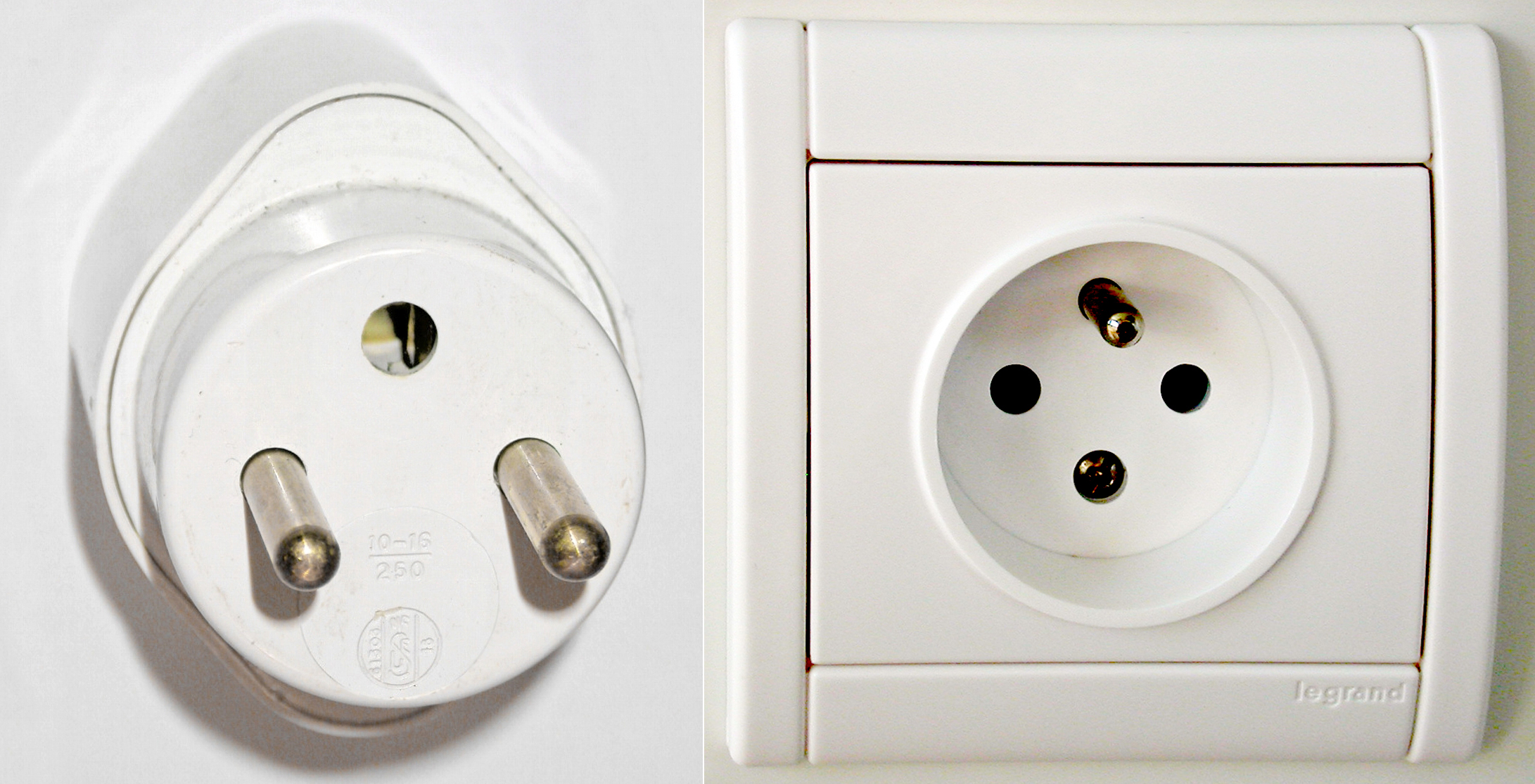
E (CEE 7/5 французька)
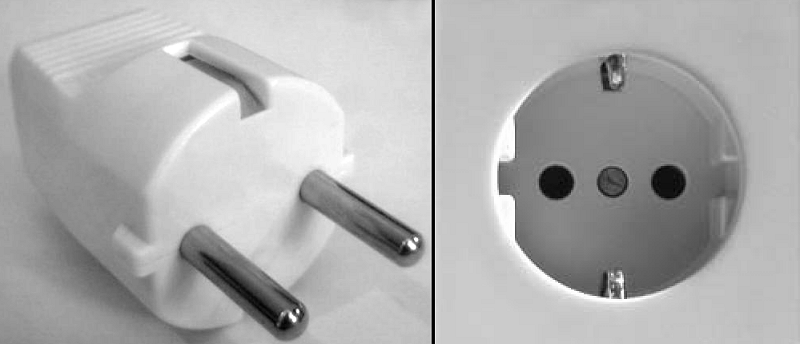
F (CEE 7/4 "Schuko")
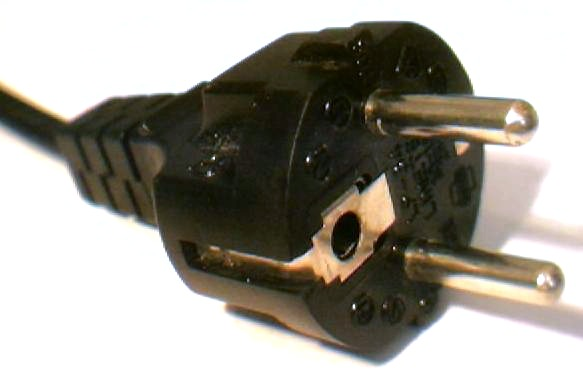
E+F (CEE 7/7)
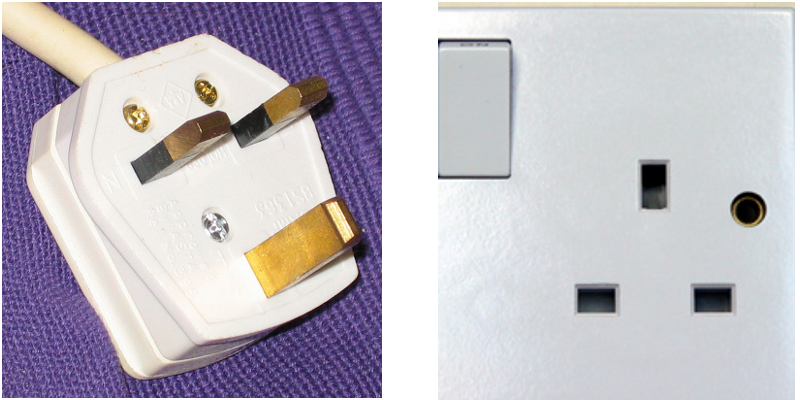
G Type (BS1363 Велика Британія)
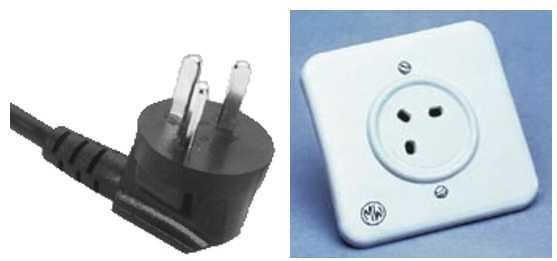
H (SI 32 Ізраїль)
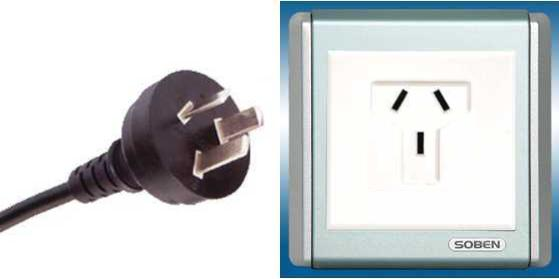
I (AS-3112 Аргентина, Австралія, Нова Зеландія)
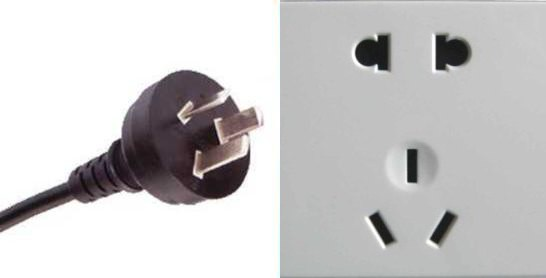
I, з розетками для A, C та I (Китай)
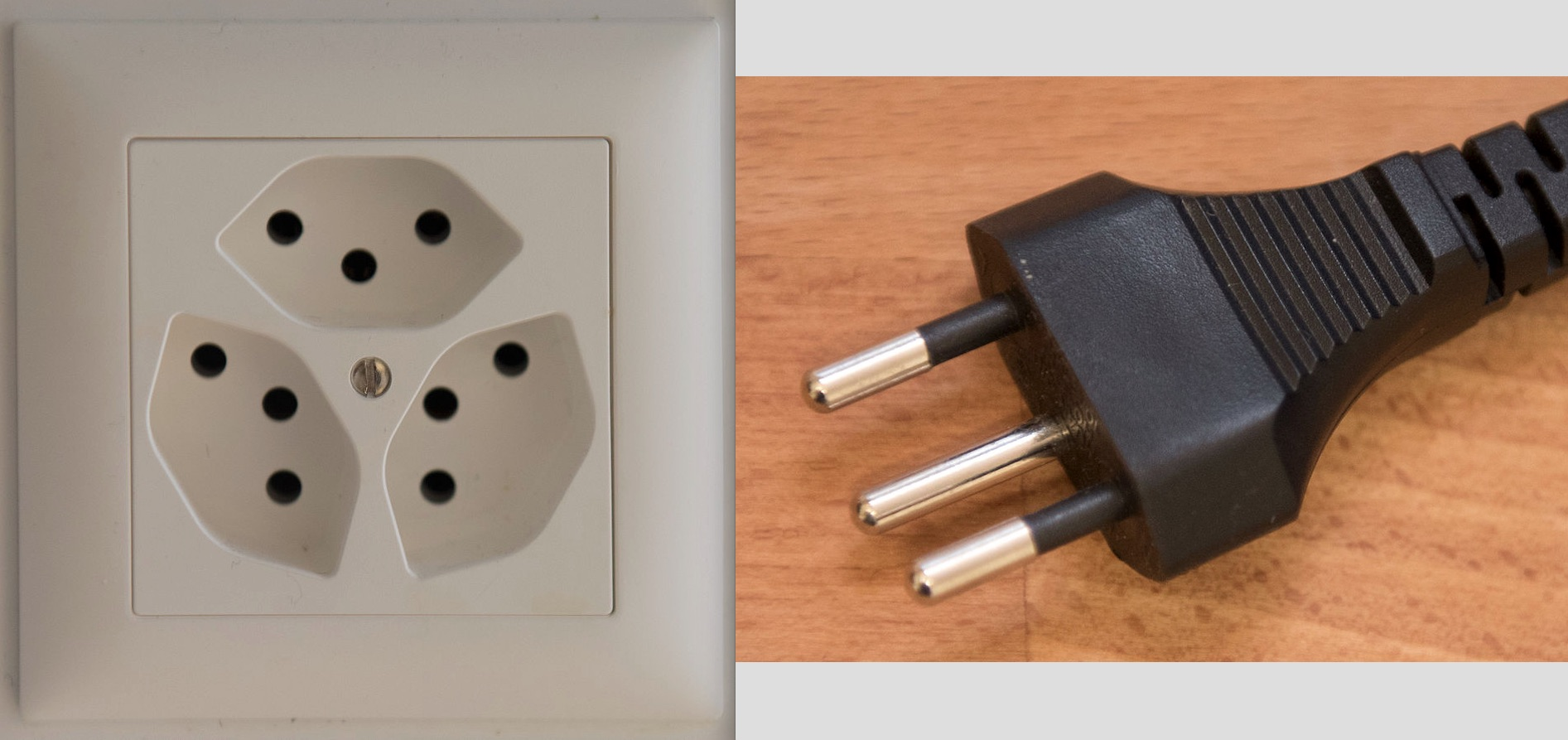
J (SEV-1011 Швейцарія)
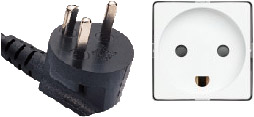
K (SRAF 1962/DB Данія)
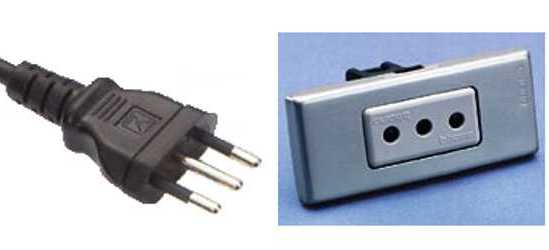
L (CEI 23-16 Албанія, Канарські острови, Чилі, Ефіопія, Італія, Лівія, Мальдиви, Сирія)
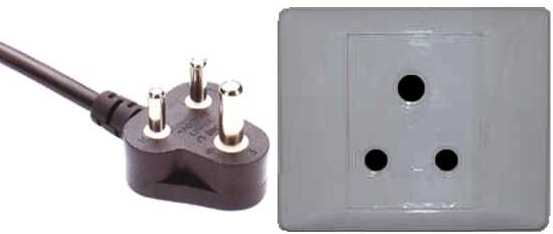
M (15-амперна версія типу D BS546)